# Wasserbehälter (Heidesheim am Rhein)

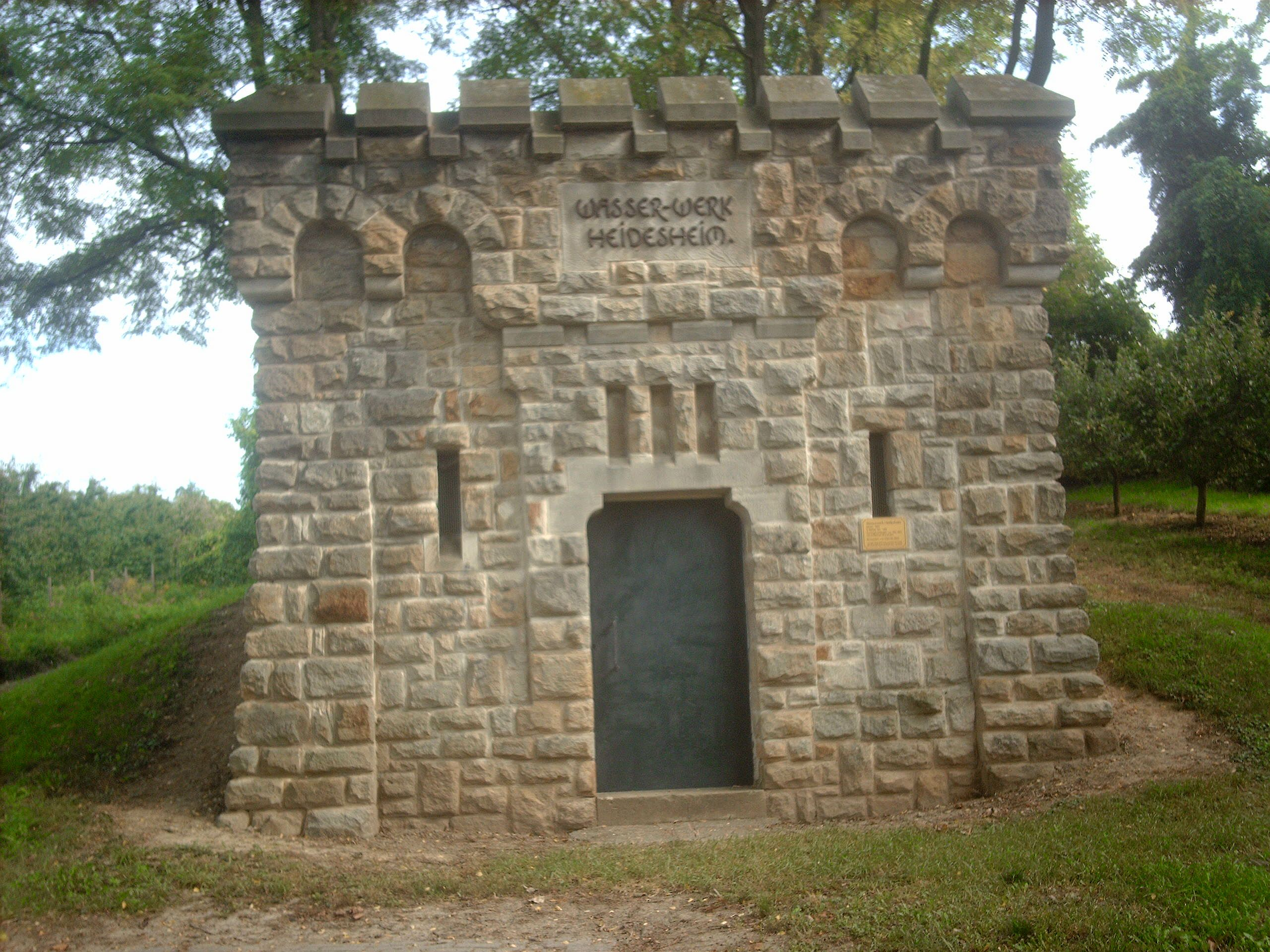
Wasserbehälter in Heidesheim am Rhein

Der Wasserbehälter in Heidesheim am Rhein, einem Stadtteil von Ingelheim am Rhein im Landkreis Mainz-Bingen in Rheinland-Pfalz, wurde 1904 errichtet. Der Wasserbehälter südlich des Ortes in der Flur Im Kratzborn ist ein geschütztes Kulturdenkmal.
Der historisierende Typenbau mit Bossenquadermauerwerk wird ironisch dem Burgenstil zugerechnet.